# Бидинген (Хесен)
Бидинген (њем. Büdingen) град је у њемачкој савезној држави Хесен. Једно је од 25 општинских средишта округа Ветерау. Према процјени из 2010. у граду је живјело 21.352 становника. Посједује регионалну шифру (AGS) 6440004.

## Географски и демографски подаци
Бидинген се налази у савезној држави Хесен у округу Ветерау. Град се налази на надморској висини од 134 метра. Површина општине износи 122,9 km². У самом граду је, према процјени из 2010. године, живјело 21.352 становника. Просјечна густина становништва износи 174 становника/km².

## Међународна сарадња
| Мјесто     | Држава    | Врста сарадње | Од    |
| ---------- | --------- | ------------- | ----- |
| Тинли Парк | САД       | партнерство   | 1989. |
|            | Француска | партнерство   | 1982. |
| Извор      |           |               |       |